# Anderl Heckmair
Anderl Heckmair, oorspronkelijk Andreas, (München, 12 oktober 1906 – Oberstdorf, 1 februari 2005) was een Duits alpinist en berggids. Hij is vooral beroemd geworden als een van het viertal bergklimmers dat in 1938 de beruchte Eiger-noordwand bedwong, nadat vele eerdere pogingen daartoe door dodelijke ongelukken op jammerlijke wijze hadden gefaald.

## Biografie

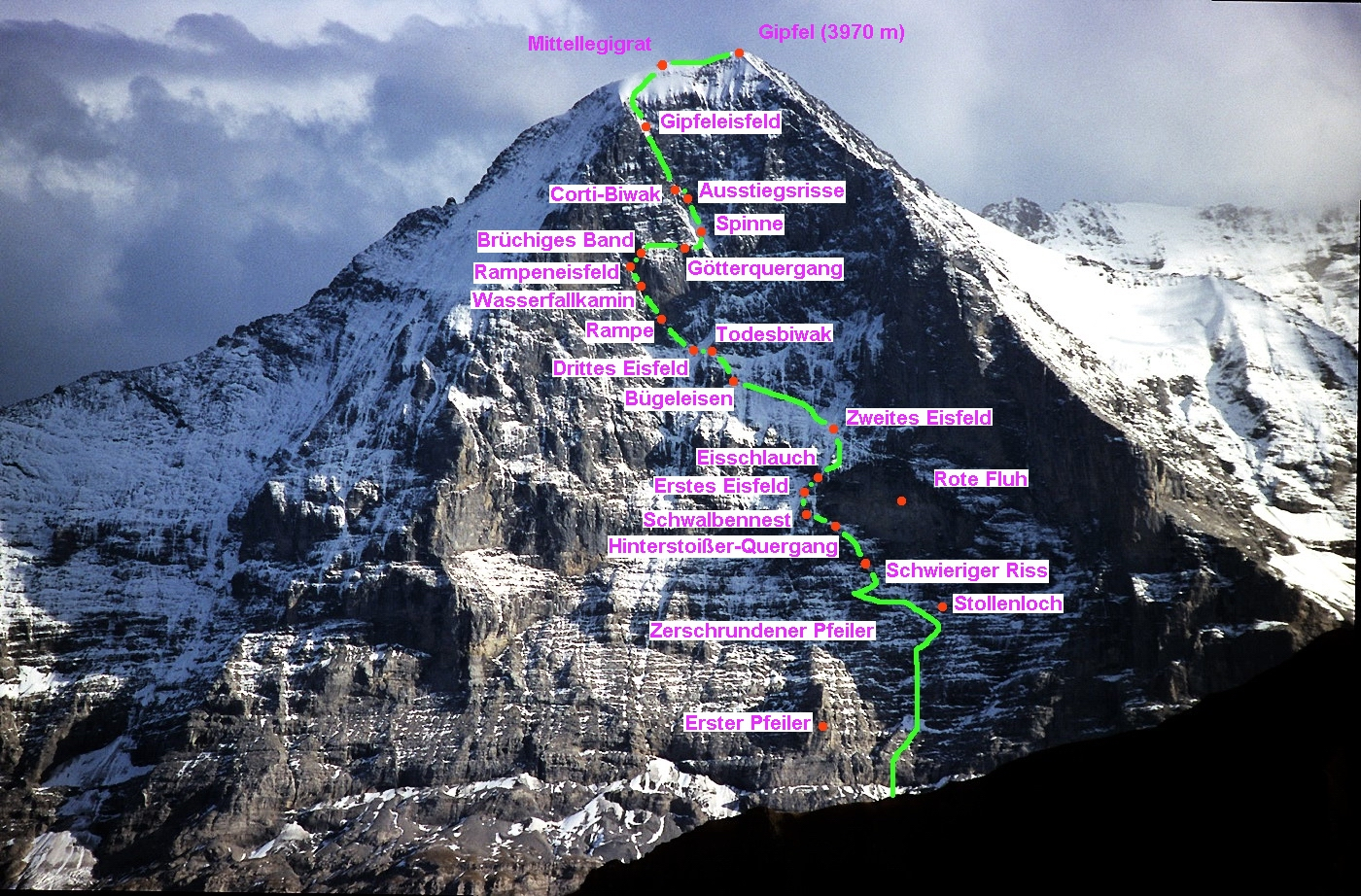
Heckmair route op de Eiger-noordwand.

Heckmair groeide op in een weeshuis in München. Toen hij op elfjarige leeftijd voor zijn gezondheid een vakantie doorbracht in Zwitserland, werd bij hem al op jonge leeftijd zijn liefde voor de bergen en de bergsport gewekt.
Toen hij eind jaren '20 werkloos werd, reisde hij de Alpen in, waar als kok in meerdere berghutten in zijn levensonderhoud kon voorzien. Als klimmer bedwong hij extreme wanden in zowel Oostelijke als de Westelijke Alpen en in de Dolomieten.
In juli 1938 bedwong hij met zijn vriend Ludwig Vörg en de Oostenrijkers Fritz Kasparek en Heinrich Harrer als eersten de Eiger-noordwand. De door hen geopende route werd naar hem genoemd. De klimmers werden ontvangen door Hitler en werden voor propagandadoeleinden opgevoerd door het nazi-regime. Heckmair werd benoemd tot Stammführer in de NSDAP en werd onmisbaar verklaard bij aanvang van de Tweede Wereldoorlog, waardoor hij ontsnapte aan frontdienst. Door zijn gedrag werd hij echter snel als onbetrouwbaar verklaard en werd naar het oostfront gestuurd. Na verloop van tijd werd hij benoemd tot instructeur aan de Hochgebirgsschule. 
Na de oorlog nam hij deel aan expedities in de Himalaya, in Afrika en in de Andes. In Oberstdorf was hij actief als berggids. Op zijn initiatief werd in 1968 de beroepsorganisatie Berufsverband der Deutschen Ski- und Bergführer opgericht. 
Op hij lezingen en schreef meerdere boeken over zijn alpinistische verrichtingen. Naar aanleiding van zijn 85e verjaardag verscheen zijn biografie Anderl Heckmair: so war's.